# Emblème de la République socialiste soviétique moldave

Emblème de la République socialiste soviétique moldave

L’emblème de la République socialiste soviétique moldave a été adopté le 10 février 1941 par le gouvernement de la République socialiste soviétique moldave. Le logo est fondé sur celui de l'Union soviétique dont elle faisait partie. Il montre les symboles de l'agriculture, la bordure externe étant composée de blé, de maïs, de raisin, et le trèfle. Le soleil levant est synonyme de l'avenir de la nation moldave, l'étoile rouge, ainsi que la faucille et le marteau pour la victoire du communisme et le « monde socialiste de la communauté d'États ». 
Le slogan sur la bannière, « Prolétaires de tous les pays, unissez-vous ! », est à la fois en russe, en moldave (Пролетарь дин тоате цэриле, униць-вэ!) et en roumain Proletari din toate ţările, uniţi-vă !. 
Le sigle de la RSSM n'apparaît que sur la version moldave : РССМ pour Република Советикэ Сочиалистэ Молдовеняскэ (roumain : Republica Sovietică Socialistă Moldovenească). 
L'emblème a été remplacé le 3 novembre 1990 par les actuelles armoiries de la Moldavie.